# Calocitta
Calocitta je rod ptáků z čeledi krkavcovití (Corvidae).

## Systém
Seznam dosud žijících druhů:
- Sojka dlouhoocasá – Calocitta colliei
- Sojka středoamerická – Calocitta formosa